# Eucyclops caparti
Eucyclops caparti – gatunek widłonoga z rodziny Cyclopidae, nazwa naukowa gatunku została po raz pierwszy opublikowana w 1951 roku przez szwedzkiego zoologa Knuta Lindberga.